# 那什吐泡
那什吐泡是一个位于中国吉林省镇赉县的湖泊，面积约为8.3平方千米，平均水深约为2米。